# Tougué (prefektur)
Tougue Prefecture är en prefektur i Guinea.   Den ligger i regionen Labé Region, i den centrala delen av landet, 300 km nordost om huvudstaden Conakry. Antalet invånare är 132 086. Arean är 6 400 kvadratkilometer. Tougue Prefecture gränsar till Dinguiraye Prefecture, Mamou Prefecture, Dalaba och Koubia. 
Terrängen i Tougue Prefecture är kuperad.
Följande samhällen finns i Tougue Prefecture:
- Tougué